# Barril de cervesa

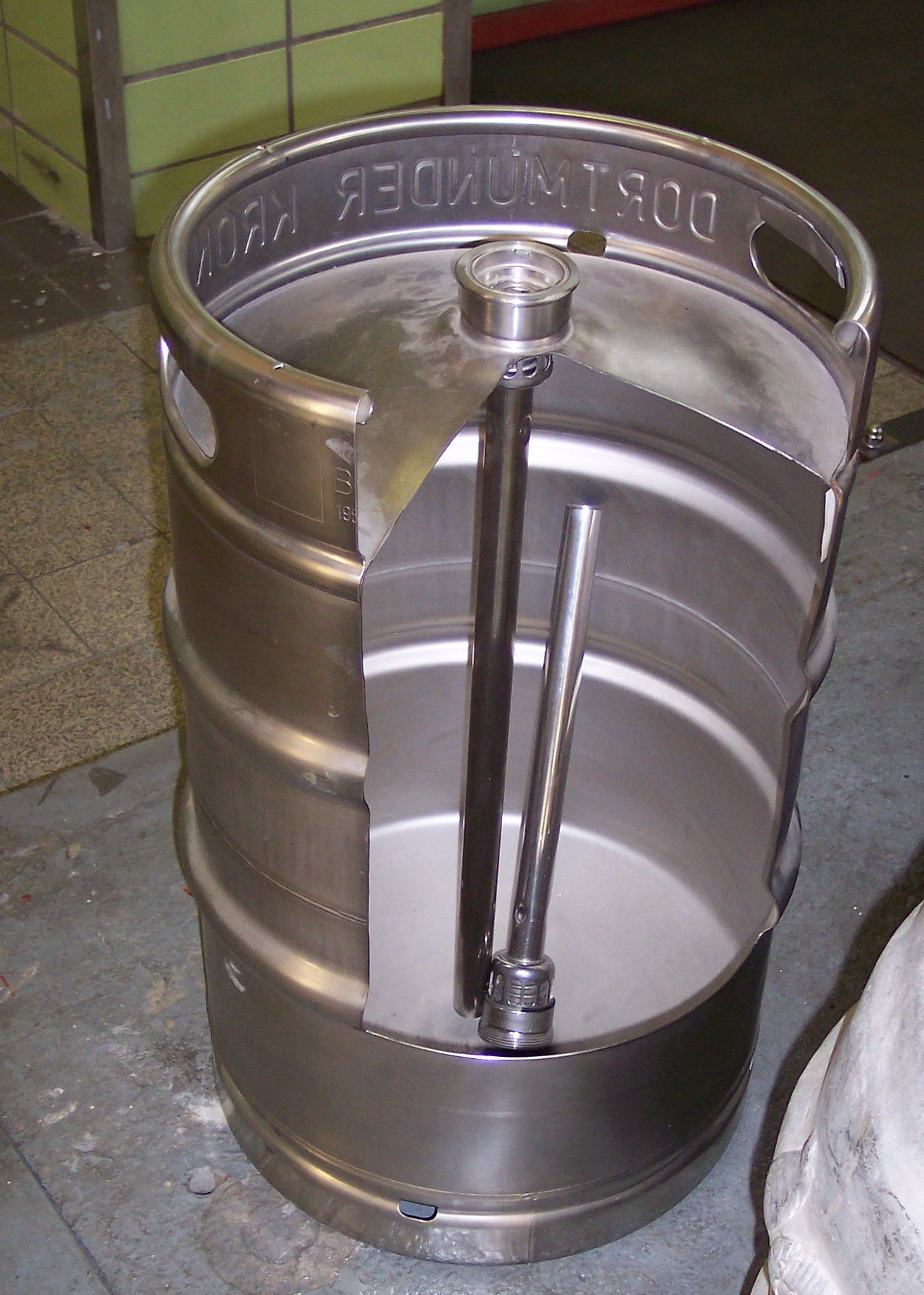
Tall d'un barril DIN de 50 litres

Un barril de cervesa és un recipient destinat a contenir cervesa. Tradicionalment els barrils de fusta els fabricava un boter i s'empraven originalment per a transportar claus, arengs, salmó, vi, melassa, mantega, sabó, pólvora i líquids variats. Aquests mateixos barrils van ser els primers utilitzats per emmagatzemar cervesa.
Més recentment els barrils de cervesa es construeixen d'alumini o acer i s'usen per emmagatzemar, transportar i servir la cervesa. També s'usen per altres begudes -alcohòliques o no, carbonatades o no- i en general, líquids que es guarden sota pressió.
El terme barril en català té el sentit d'un contenidor de forma cilíndrica -i ens referirem a ell com a bota - mentre que en el món anglosaxó un barrel es refereix a una unitat de mesura i la paraula emprada per denominar el recipient és KEG o cask. Aquest article se centra en el recipient, tot i que està molt relacionat amb la unitat de mesura.
Els bótes de cervesa actuals es fabriquen d'acer inoxidable o - menys freqüentment - d'alumini. El bota té un sol orifici en un extrem. D'aquí parteix un tub intern que arriba fins a l'altre extrem. L'orifici té una vàlvula automàtica de pressió que s'obre en acoblar una peça - punxar el barril - que permet extreure la cervesa, així com injectar per altra vàlvula del mateix orifici gas a pressió - usualment diòxid de carboni - per a impulsar la cervesa fora de la bota.

## Mides
Històricament un barril de cervesa tenia una mida estàndard de 50 galons, en contraposició amb els 32 galons d'un vi, o els 42 d'un petroli (referit a galons EUA). Al llarg dels anys les mides de la bota han evolucionat i les diferents fàbriques de cervesa del món usen diferents mides. Fins i tot en bótes de les mateixa capacitat - per exemple, els mètrics de 50 litres-la forma de la bota i la vàlvula poden diferir àmpliament.

### Estàndards de mida als EUA
La majoria de fabricants als EUA venen la cervesa per mitjos barrils (14-16 galons), quarts de barril (7-8 galons) i sisens (5-6 galons). Atès que les bótes no estan estandarditzats, la bota no pot usar-se com una unitat de mesura estàndard de volum de líquids. La mida varia de fàbrica a fàbrica.

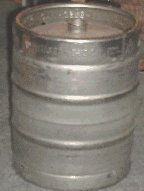
Un típic bota (mig barril) amb el seu orifici al centre de la tapa

Un contenidor típic -per distingir de barril objecte i barril unitat- té 15/05 galons EUA i és el que es diu habitualment mig barril. Generalment el contenidor té menor capacitat d'un barril, al voltant de 30 galons o menys.
Als EUA els termes mig barril i quart de barril es deriven que legalment un barril de cervesa conté 31 galons EUA. Un contenidor de 15,5 galons EUA equival a:
- 7/12 galons imperials
- 58,67 litres
- 103,25 pintes imperials
- 124 pintes EUA
- Aprox. 180 ampolles/pots de cervesa (de terç)

### Tonells DIN & europeu
En trepitgis europeus la capacitat més habitual és de 50 litres-fins i tot al Regne Unit amb el seu sistema imperial de mesures, la bota estàndard d'11 galons imperials gairebé coincideix amb els 50 litres del sistema mètric. Les normes alemanyes Deutsches Institut für Normung 6647-1 i DIN 6647-2 defineixen bótes del 30 i 20 litres. Una regulació europea més recent defineix bótes de 50, 30, 25 i 20 litres de capacitat amb aspecte més aixafat que l'especificació alemanya.
| contingut        | DIN 6647-1/2    | Diàmetre DIN | europeu         | Diàmetre europeu |
| ---------------- | --------------- | ------------ | --------------- | ---------------- |
| 50 l (13.21 gal) | 600 mm (alçada) | 381 mm (ø)   | 532 mm (alçada) | 408 mm (ø)       |
| 30 l (7.93 gal)  | 400 mm (alçada) | 381 mm (ø)   | 365 mm (alçada) | 408 mm (ø)       |
| 25 l (6.61 gal)  |                 |              |                 |                  |
| 327 mm (alçada)  | 395 mm (ø)      |              |                 |                  |
| 20 l (28/5 gal)  | 310 mm (alçada) | 363 mm (ø)   | 216 mm (alçada) | 395 mm (ø)       |

En algunes zones és comú referir-se al contingut no en litres sinó en cerveses. En zones en les que la cervesa se serveix en gerra de 0.5 litres (ig Alemanya) es denomina a un barril de 50 litres com de 100 cerveses.

### Especificacions d'una bota de mig barril EUA
Les especificacions més acceptades d'una bota són:
| Alçada de la bota    | 23/03 polzades (60 cm)              |
| Diàmetre del toenl   | 16.1-17.15627 polzades (41-43.5 cm) |
| Contingut            | 1984.0 unces USA                    |
| Contingut            | 15/05 galons EUA                    |
| Contingut            | 12.91 galons imperials              |
| Contingut            | 58.7 liters                         |
| Pes ple              | 160.5 lb (72.8 kg)                  |
| Pes buit             | 29/7 lb (13.5 kg)                   |
| Contingut de cervesa | 130.8 lb (59.3 kg)                  |
| Equivalent en terços | 165.6                               |
| Gerres de mig litre  | 124                                 |

### Punxant un barril
Hi ha dos tipus de mecanismes per extreure cervesa d'un barril: bomba pròpia i bombes de gas. Les bombes pròpies usen aire de l'exterior, la qual cosa pot introduir bacteris dins de la bota, a més d'oxigen, que oxida la cervesa el que li dona un sabor encartonat ( cervesa picada ). Els barrils que operen amb bomba pròpia han de ser consumits abans de 18-24 abans que aquesta es faci malbé. Les bombes de gas fan servir CO  2 , però certes marques requereixen barreja amb altres gasos (Guinness requereix 25% CO  2  i 75% nitrogen). Les bombes de gas conserven el contingut de la bota fins a 120 dies (amb l'adequada refrigeració).
Com qualsevol contenidor pressuritzat, un barril de cervesa pot causar accidents, ja utilitzeu aquest aire comprimit o diòxid de carboni:
 El sistema d'acoblament de la vàlvula i el regulador de pressió han d'estar equipats amb un purgador de pressió. Si vostè no està familiaritzat amb aquests sistemes, consulti amb el seu distribuïdor,,,  (alerta gravada en un barril de cervesa)
Generalment, als EUA i Austràlia els barrils o el serpentí de la cervesa estan introduïts en una galleda d'aigua freda, per refredar la cervesa.

## Altres formats

### Cornelius
Un bota Cornelius (també conegut com a  Corney  o  barril de aigua amb gas ) té forma cilíndrica i està fabricat en metall (acer o alumini). Es va utilitzar originalment per la indústria de les begudes gasoses i ara s'usa per emmagatzemar i dispensar cervesa, especialment l'elaborada de forma casolana.
Els bótes Cornelius es van fabricar originalment per la companyia IMI Cornelius. Des de l'arribada de les noves tecnologies, amb el paquet Bag-In-Box (BIB) els embotelladors de begudes gasoses han abandonat la bota Cornelius.

### Mini

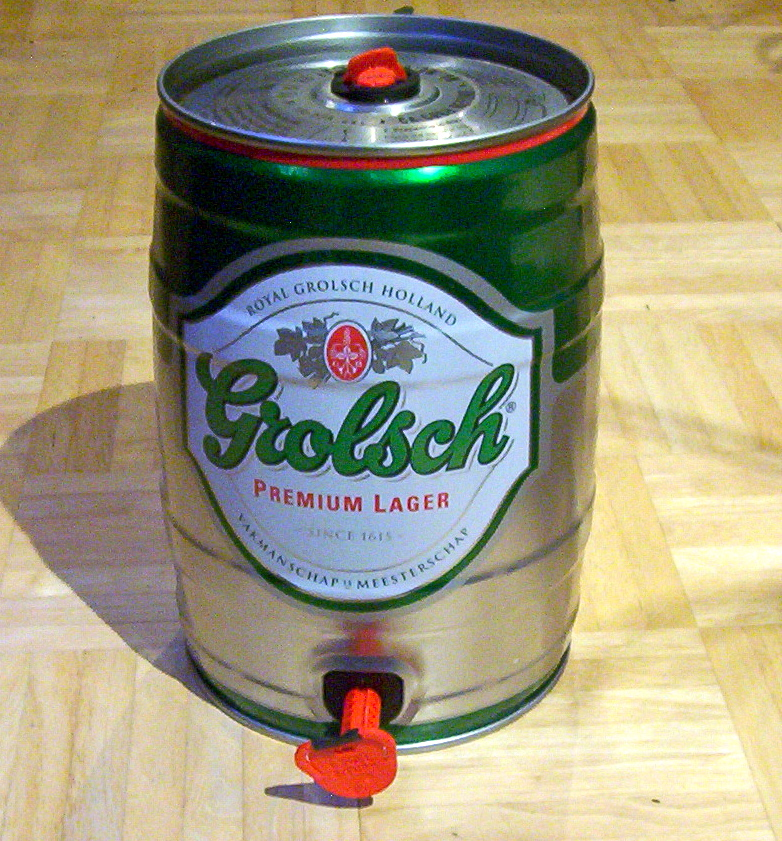
Mini barril de cervesa Grolsch

El barril mini té una capacitat de 5 litres i s'utilitza per venda al client final. Algunes marques ho subministren amb una aixeta a la part inferior per on cau la cervesa per gravetat, mentre que altres utilitzen una vàlvula de pressió de baix cost. Els mini barrils no es retornen al fabricant per rentat i emplenat, tenen un sol ús. Els bótes, fets d'alumini, poden ser reciclats.

### Pilota de cervesa
Un altre tipus de barril mini s'anomena "pilota de cervesa", un barril de plàstic un sol ús que sol contenir al voltant de 5.2 galons (uns 20 lt), aproximadament unes 55 llaunes de cervesa, tot i que també n'hi ha de 3.8 galons de capacitat (14 lt). Igual que les bótes professionals, la cervesa surt forçada per la pressió del gas.

### Un sol ús
Hi ha un altre tipus d'envàs d'un sol ús disponible en gran part de comerços. Ecokeg, una invenció australiana, subministra envasos d'un sol ús molt més lleugers que els d'acer. Proporciona bótes de 30 i 38 lt, en variants de plàstic o cartró reforçat. PubKeg proporciona envasos de 20 lt completament reciclables.